# Siarnaq
Siarnaq, denumit și Saturn XXIX, este un satelit neregulat prograd al lui Saturn. A fost descoperit la Observatorul Mauna Kea de astronomii Brett Gladman⁠(d) și John Kavelaars⁠(d) în 2000 și a primit denumirea temporară S/2000 S 3. A fost numit după Siarnaq, mai cunoscut sub numele de Sedna, zeița inuită a mării și este cel mai mare membru al grupului Inuit de sateliți neregulați din Saturn.

## Descoperire

Imagini de descoperire ale lui Siarnaq făcute de în septembrie 2000

Siarnaq a fost descoperit de astronomii canadieni Brett Gladman⁠(d) și John Kavelaars⁠(d) la Observatorul Mauna Kea pe 23 septembrie 2000. Descoperirea lui Siarnaq a făcut parte dintr-o campanie de observație de căutare a sateliților neregulați îndepărtați în jurul lui Saturn. Campania a fost coordonată de Gladman la sfârșitul anului 2000 și a constat dintr-o echipă internațională de opt astronomi care foloseau diverse telescoape la sol cu camere CCD pentru a supraveghea sfera Hill a lui Saturn, regiunea în care sateliții pot avea orbite stabile în jurul planetei.
În septembrie 2000, Gladman și Kavelaars au efectuat un sondaj pe o suprafață largă până la o magnitudine de limitare a benzii R de 24,5 cu telescopul Canada-Franța-Hawaii (CFHT) de 3,6 metri la Observatorul Mauna Kea din Hawaii. Ei au reobservat descoperirile anterioare de sateliți neregulați din august 2000 (Ymir și Paaliaq) și au identificat doi noi candidați sateliți neregulați care au avut nevoie de confirmare suplimentară: Siarnaq și Tarvos. Siarnaq, cel mai strălucitor dintre cei doi, a fost detectat la o magnitudine aparentă de 20.

### Urmare și confirmare

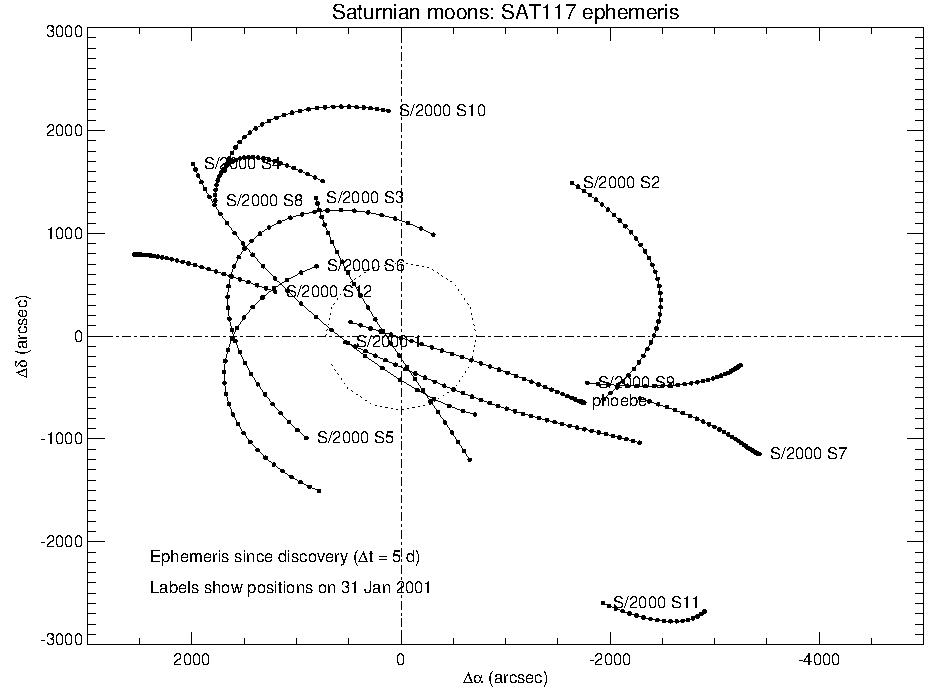
Grafic decalat care arată pozițiile și efemeridele a 13 sateliți neregulați în raport cu Saturn în 2001. Siarnaq (S/2000 S 3) este situat în stânga sus de la centru.

Între 25 și 29 septembrie 2000, au fost efectuate observații ulterioare cu Siarnaq și alți sateliți neregulați saturnieni recent descoperiți la diferite observatoare. Calculele preliminare ale orbitei au exclus posibilitatea ca sateliții să fie asteroizi din prim plan și au confirmat că într-adevăr îl orbitează pe Saturn. Descoperirea lui Ymir, Paaliaq, Siarnaq și Tarvos a fost raportată oficial de Uniunea Astronomică Internațională pe 25 octombrie 2000 și anunțată de echipa lui Gladman o zi mai târziu, la o întâlnire găzduită de Divizia pentru Științe Planetare a Societății Americane de Astronomie. Descoperirea celor patru sateliți a ridicat sateliții cunoscuți ai lui Saturn la 22, depășind numărul sateliților lui Uranus de 21 la acea vreme.
Deși Siarnaq a fost confirmat ca satelit, orbita a fost puțin cunoscută din cauza unui număr insuficient de observații. Satelitul a fost reobservat de către Observatorul Național Kitt Peak în decembrie 2000, și mai târziu de către observatoarele Palomar și La Palma la începutul anului 2001. Între timp, echipa lui Gladman a descoperit încă opt sateliți neregulați ai lui Saturn, ridicând numărul de sateliți cunoscuți ai planetei la 30 și, în consecință, depășindu-l pe Jupiter ca planetă cu cei mai mulți sateliți cunoscuți până în 2003.

## Nume
Satelitul este numit după Siarnaq, giantesa sau zeița inuită a mării și conducătoarea lumii de apoi inuite Adlivun⁠(d). În alte variante ale legendei inuite, ea este cunoscută și sub alte nume precum Nuliajuk⁠(d) și Sedna. Se spune că Siarnaq locuiește pe fundul oceanului și că a conceput toată viața de mare, pe care o va reține de la vânătorii inuiți atunci când este supărată. În unele versiuni ale legendei inuite, Siarnaq a fost odată o fată frumoasă care a fost păcălită să se căsătorească cu un bărbat pasăre și apoi a fost salvată de tatăl ei. Au fost atacați de o furtună, care l-a provocat pe tatăl disperat să o sacrifice mării pentru a se salva.
Satelitul și-a primit numele într-o notificare oficială publicată de IAU pe 8 august 2003, la o lună după aprobarea sa de către Grupul de lucru al IAU pentru Nomenclatura Sistemelor Planetare într-o adunare generală desfășurată în iulie 2003. De asemenea, lui Siarnaq i s-a atribuit denumirea cu cifre romane Saturn XXIX, al 29-lea satelit al lui Saturn.

### Trecut
Înainte ca lui Siarnaq să i se dea numele, acesta era cunoscut anterior prin denumirea provizorie S/2000 S 3 atribuită de IAU în anunțul de descoperire. Denumirea provizorie indică faptul că a fost al treilea satelit saturnian identificat în imaginile făcute în 2000. Siarnaq este printre primii sateliți neregulați saturnieni descoperiți de la Phoebe în 1898; descoperirea de noi grupuri de sateliți ale lui Saturn a oferit posibilitatea descoperitorilor lor de a stabili noi convenții de denumire pentru fiecare dintre ei.
Kavelaars a fost sfătuit de colegii săi să se abată de la tema tradițională a mitologiei greco-romane pentru sateliții saturnieni și să propună în schimb nume din diferite culturi. La sfârșitul anului 2000, Kavelaars a petrecut câteva luni consultând savanții amerindieni pentru sugestii de nume adecvate, care erau atât multiculturale, cât și de origine canadiană. În martie 2001, le citea copiilor săi basmul inuit de-a v-ați ascunselea și a avut o revelație. El l-a contactat pe autorul poveștii, Michael Kusugak, pentru a-i obține acordul, iar acesta din urmă i-a sugerat numele Kiviuq și Sedna. Kavelaars a decis apoi ca numele inuite selectate să se termine cu litera q pentru a distinge grupul - de aceeanumele Sedna a fost schimbat în Siarnaq. Celălalt nume a fost folosit ulterior pentru 90377 Sedna, un obiect transneptunian îndepărtat descoperit în 2003.
„I-am trimis lui [Kavelaars] acel fragment despre Siarnaq, sau cum noi îi spunem Nuliajuk, acea creatură care trăiește sub mare, care este cunoscută și  ca Sedna. Are atât de multe nume... uneori o cheamă pur și simplu Bătrâna care Locuiește Acolo Jos. Oricum, în această carte vorbeam despre tărâmul șamanului și am spus: „Și singura persoană care poate să coboare acolo și să-i pieptene părul și să o facă să se simtă mai bine este șamanul Paaliaq”. Și asta a fost doar ceva ce am inventat în povestea mea. Așa că am fost foarte surprins când lista finală aprobată de nume ale acestor patru sateliți ai lui Saturn a inclus Paaliaq, pentru că tocmai l-am inventat. A fost amuzant.”—Michael Kusugak, într-un interviu Windspeaker

## Caracteristici fizice

### Diametru și albedo

Siarnaq observat în infraroșu de către sonda spațială WISE în 2010

Din observațiile în infraroșu făcute de către sonda spațială Wide-field Infrared Survey Explorer (WISE), Siarnaq are un diametru estimat de 39,3 km.

### Culoare
Este de culoare roșie deschisă, iar spectrul Siarnaupian (Siarnaqan) în infraroșu este foarte asemănător cu sateliții grupului Inuit Paaliaq și Kiviuq, susținând teza unei posibile origini comune în destrămarea unui corp mai mare.

## Formă și rotație

Siarnaq observat de Cassini de la o distanță de 22 de milioane de km

Perioada de rotație a lui Siarnaq a fost măsurată de sonda spațială Cassini a fi de 10,19 ore; aceasta este cea mai scurtă perioadă de rotație a tuturor sateliților neregulați prograzi ai lui Saturn. Siarnaq afișează o curbă de lumină cu trei maxime și minime pe o rotație completă, implicând o formă aproximativ triunghiulară. Din observațiile Cassini ale lui Siarnaq la diferite unghiuri de fază, orientarea polului său nord de rotație a fost determinată a fi îndreptată spre 98° latitudine ecliptică și -23° longitudine ecliptică. Aceasta corespunde unei înclinări axiale pe o parte, indicând faptul că Siarnaq are anotimpuri lungi și extreme similare cu cele ale planetei Uranus.

## Orbită

Grupurile neregulate prograde de sateliți ai lui Saturn: Inui (albastru) și galici (roșu). Excentricitatea orbitelor este reprezentată de segmentele galbene care se extind de la pericentru la apocentru.

Animație a grupului Inuit de sateliți ai lui Saturn din 2018-2027
Kiviuq·
Ijiraq·
Paaliaq·
Siarnaq·
Tarqeq

Siarnaq îl orbitează pe Saturn la o distanță medie de 17,9 milioane de km în 897 de zile (2,5 ani). S-a descoperit că satelitul se află într-o rezonanță seculară cu Saturn, implicând precesia periapsidei sale și a planetei.

Deși asemănările de culoare sugerează o origine comună pentru toți membrii grupului inuit, componentele orbitale ale lui Siarnaq sunt mai asemănătoare cu cele ale lui Tarqeq, sugerând că acesta din urmă este un fragment din primul.